# کلاوس-دیتر نئوبرت
کلاوس-دیتر نئوبرت (انگلیسی: Klaus-Dieter Neubert؛ زادهٔ ۲۲ نوامبر ۱۹۴۹) قایقران روئینگ اهل آلمان بود.
وی در مسابقات کشوری و بین‌المللی در مجموع برندهٔ ۲ مدال طلا، ۲ مدال نقره شده‌است.